# Nova Esquerra Catalana
Nova Esquerra Catalana (NECat; en español: Nueva Izquierda Catalana) fue una formación política española de ideología catalanista, independentista y de centro-izquierda.

## Origen
Después de la Manifestación "Catalunya, nou estat d'Europa" el 11 de septiembre de 2012, en la que participaron altos dirigentes del Partido de los Socialistas de Cataluña (PSC), estalló una crisis interna dentro de éste, debido a un manifiesto firmado por 145 miembros afines a su sector catalanista a favor de un referéndum de autodeterminación y un Estado catalán. Mientras la postura del PSC fue promover la transformación de España en un estado federal asimétrico, posición la cual no satisfacía al sector catalanista.
El 11 de octubre de 2012 Ernest Maragall, que ya había manifestado que no iría en las listas del PSC a las elecciones autonómicas debido a una serie de continuas desavenencias con el partido, convocó un acto en el que manifestó su intención de retomar en un principio el partido fundado por su hermano Pasqual Maragall en 1998, el Partit Català d'Europa, con la finalidad de aglutinar una gran fuerza de izquierdas, catalanista y soberanista, y con ello su abandono del PSC junto con la corriente interna del PSC Nova Esquerra Catalana. Dicho acto contó con la presencia del expresidente de Ciutadans pel Canvi Àlvar Roda y el también exmiembro de esta plataforma, exdiputado y periodista Josep Maria Balcells. Por otra parte, también se anunció que el expresidente Pasqual Maragall no participaría en ningún aspecto en la reactivación del partido al estar retirado de la política activa.
El 5 de noviembre de 2012 se celebró un acto público con el lema de 'Esquerra i país' presidido por el exlíder de ERC Josep Lluís Carod-Rovira, Ernest Maragall, el eurodiputado de ICV Raül Romeva y el filósofo Josep Ramoneda reivindicando la creación de un proyecto político que agutine a la izquierda catalanista tras las elecciones autonómicas de 2012. Al acto también acudieron los miembros de ERC Alfred Bosch y Marta Rovira y de ICV Joan Herrera; también mostró su apoyo a dicha estrategia el dirigente de la corriente Avancem del PSC Joan Ignasi Elena.
Finalmente, el 11 de diciembre de 2012 se anunció que dicho partido se presentaría en día 15 de diciembre bajo el nombre definitivo de Nova Esquerra Catalana (NECat), como una alternativa de izquierdas articulada alrededor de la socialdemocracia y el derecho a decidir, y "genuinamente" catalán. Además, durante ese mes Ernest Maragall hizo unas declaraciones en las que afirmaba que caso de celebrarse una consulta sobre la independencia de Cataluña, su partido pediría el 'sí' a ésta.
A finales de febrero de 2014 NCat celebró su III Asamblea, en la cual Ernest Maragall abandonó la presidencia del partido, que decidió regirse por una dirección colegiada. Pocas semanas después se anunció que éste concurriría como número dos de lista encabezada por Esquerra Republicana de Catalunya (ERC) de cara a las elecciones al Parlamento Europeo de 2014, en virtud de un acuerdo entre ERC y NECat.
El 30 de noviembre de 2014 se anunció su confluencia con la plataforma Moviment Catalunya, formada por miembros y exmiembros del PSC liderados por Jordi Martí, para formar Moviment d'Esquerres (MES).